# اصلاح نژاد دام
اصلاح نژاد دام (به انگلیسی: Breeding) علم و هنر تثبیت ژن‌های مؤثر در تولید اقتصادیِ دام است. اصلاح نژاد با انتخاب دام‌ها و طیور برتر ازلحاظ ژنتیکی و با کمک روش‌های آمیزشیِ مناسب، دام و طیور برتر را ایجاد می‌کند. اصلاح نژاد یک علم کاربردی است و در بخش‌های تخصصی با کاربرد ترکیبی از علوم دانش ژنتیک کمّی، دانش ژنتیک مولکولی، دانش آمار، دانش رایانه و دانش اقتصاد افق جدیدی پیدا کرده‌است.
در برنامه‌های اصلاح نژاد دام، هدف این است که حیوانات دارای ظرفیت ژنتیکی بالاتر از میانگین اجتماع جامعه شناسایی و انتخاب شده و از آنها به‌عنوان والدین نسل بعد استفاده شود. به‌این‌ترتیب، انتظار می‌رود که میانگین ظرفیت ژنتیکی نتاج بیشتر از میانگین نسل والدین باشد. به گاوهای پرواری که اصلاح نژاد شده‌اند، در اصطلاح عمومی سوپر گاو می‌گویند.